# 中国辞书学会

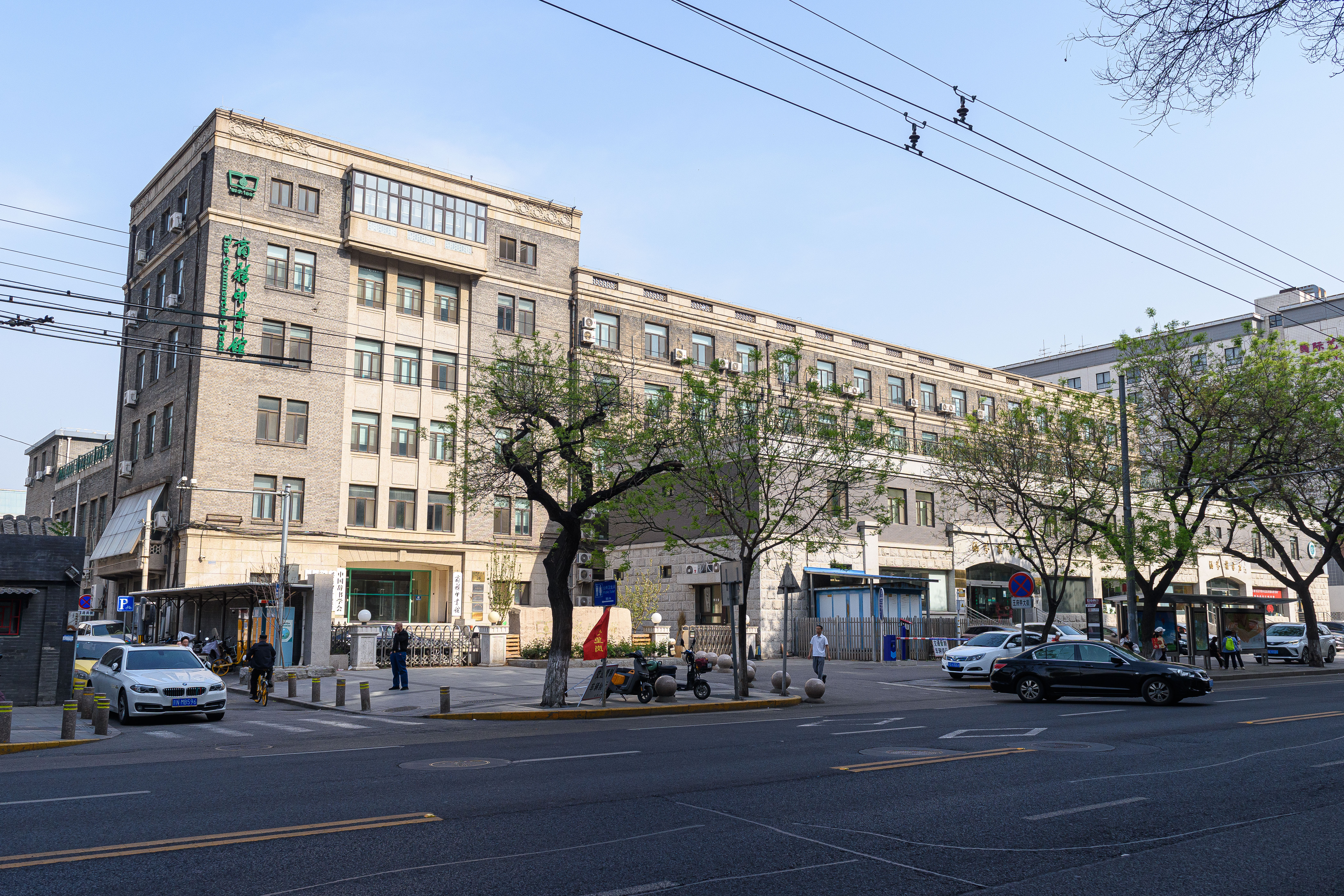
中国辞书学会牌子挂在商务印书馆总部

中国辞书学会是中华人民共和国辞书学研究者组成的全国性、学术性、非营利性社会团体，1992年11月成立。挂靠单位为中华人民共和国教育部语言文字信息管理司。